# Eleanor Lambert
Pour les articles homonymes, voir Lambert.
Eleanor Lambert est une personnalité américaine de la mode, spécialisée dans la publicité et les relations publiques. Elle joue un rôle déterminant dans l'augmentation de la notoriété internationale de l'industrie de la mode américaine et dans l'émergence de New York en tant que capitale de la mode. Eleanor Lambert est à l'origine de la New York Fashion Week, du Metropolitan Museum of Art's Costume Institute en 1946, du Council of Fashion Designers of America et de l'International Best Dressed Hall of Fame List.

## Biographie
Eleanor Lambert est née dans une famille presbytérienne à Crawfordsville, dans l'Indiana. Elle y grandit. Son père est Clay Lambert. Elle étudie la sculpture au John Herron Art Institute à Indianapolis. Elle se marie dans les années 1920 avec Willis Conner, étudiant en architecture qu'elle rencontre à Indianapolis alors qu'elle travaille au noir pour la presse locale. Le mariage qui se soldera par un divorce. Par la suite, elle étudie brièvement la sculpture à l'Art Institute of Chicago mais se rend compte qu'elle n'a pas de talent pour ce domaine,. 
Entre-temps, elle s’installe à New York dans le Queens vers 1925 avec son premier mari. Là, elle va changer le cours de l’histoire de la mode américaine par sa maitrise de la publicité, passant « la majeure partie de sa vie à essayer de convaincre le monde que l'industrie américaine du vêtement était tout aussi influente que ses homologues internationales. »
Elle commence sa carrière dans la publicité dans le monde de l’art, pour une agence de Manhattan. Par la suite elle devient indépendante et s'occupe de la communication de dizaines d'artistes ou de galeries d'art. Elle prend en charge l'Art Dealers Association of America. Peu après, dans les années 1930, elle est la première directrice de presse du Whitney Museum of American Art. Jackson Pollock, Jacob Epstein ou Isamu Noguchi étaient quelques-uns des nombreux artistes qu'elle représentait. Elle se marie à New York avec Seymour Berkson, ayant des origines d'immigrants juifs des pays de l'est, en 1936 (rencontré au printemps 1934, mais alors tous deux mariés), ; Trois ans plus tard, Eleanor et Berkson ont un fils unique, le poète Bill Berkson. 

### Mode
Repérée, Eleanor Lambert intègre le monde de la mode. Elle est embauchée au New York Dress Institute (NYDI) durant l'été 1940. Le NYDI est alors sollicité par les grands magasins locaux à promouvoir les créateurs américains et insistent pour que Eleanor Lambert s'en charge. Là, elle encourage les créateurs américains en les regroupant sous le  « Couture Group » et impose la présence du nom du créateur sur l’étiquette plutôt que le fabricant : le « travail consistait à faire connaître ces noms ».
Elle fonde également vers cette période le « Fashion Hall of Fame of the International Best-Dressed Poll », qui deviendra l'International Best Dressed List, s’inspirant sur le principe des sondages d'avant-guerre désignant, dans une liste, les femmes les mieux habillées, par les couturiers parisiens : s'entourant de professionnels locaux, elle fait diffuser par le New York Dress Institute une liste identique, mais avec des créateurs américains,. Cette liste, immédiatement publiée par la presse dont le New York Times, va devenir une référence plusieurs fois copiée. Quelques années plus tard, avant la fin de la guerre, Eleanor Lambert créée la liste des « professionnels de la mode les mieux habillés ». Cette même liste sera étendue aux hommes dans le milieu des années 1960.
Elle coinvente également les « Coty Awards (en) », ils deviendront plus tard les prix du Conseil des créateurs de mode américains).
Dans les années 1940 alors que Paris ne peut plus être la capitale de la mode à cause du conflit, Eleanor Lambert innove en inventant la « semaine de la presse » (« Press Week » ou « Fashion Press Week ») à New York, qui évoluera bien plus tard comme la Fashion week de cette même ville, ; cette Presse Week, avec des créateurs alors relativement inconnus même si la ville a une « industrie du vêtement florissante », n'est pas un succès au départ ; mais l'évènement évolue peu à peu,.

### Après-guerre
Dans les années 1950, son influence est incontournable, « elle imposait le respect » et contrôle de multiples aspects : elle représente alors la plupart des grands créateurs américains, les fabricants, ainsi que des intervenants de l'industrie du textile.  Sa liste « International Best-Dressed » reste toujours aussi importante depuis une décennie et Eleanor Lambert ne cesse d'être soudoyée ou influencée pour y faire figurer certaines femmes,.
Son second mariage se termine par la mort de Seymour Berkson d'une insuffisance cardiaque en 1959. 
En 1959 et 1967, le Département d'État américain lui demande de présenter pour la première fois la mode américaine en Russie, en Allemagne, en Italie, en Australie, au Japon, en Grande-Bretagne et en Suisse. 
En 1962, elle démissionne du « Groupe Couture » et du New York Dress Institute puis engendre la création du Council of Fashion Designers of America, (CFDA ou Conseil des créateurs de mode américains) ; elle en est restée membre honoraire jusqu'à sa mort en 2003. En 1965, elle a été nommée par le président Lyndon Johnson au « National Endowment for the Arts ». Elle participe activement à l'organisation de la Bataille de Versailles (en) en 1973, événement organisé comme une exposition, avec un défilé de mode entré dans l'histoire,,. Elle est embauchée dans l'entreprise de publicité Creamer, Dickson, Basford en 1980.
En 2001, le CFDA a créé le prix Eleanor Lambert, qui récompense une « contribution unique au monde de la mode et/ou mérite la reconnaissance spéciale de l'industrie ». Des mois avant sa mort, elle avait laissé sa liste internationale des meilleures tenues à Vanity Fair,. En juin de l'année suivante à 98 ans, elle ferme son affaire, prenant sa retraite et léguant ses archives.
Elle encadre l'historien de la mode John A. Tiffany à ses débuts et il lui consacre un livre par la suite.
Elle fait une apparition lors de la Fashion Week new-yorkaise en septembre 2003 puis meurt le 7 octobre à Manhattan, à l'âge de 100 ans. Peu de temps après sa mort, son petit-fils, Moses Berkson, réalise un film documentaire sur sa vie.
Une mini-série, Halston, sort en 2021. Eleanor Lambert y est interprété par Kelly Bishop.